# Kolonia Brużyca
Kolonia Brużyca – kolonia w Polsce położona w województwie łódzkim, w powiecie zgierskim, w gminie Aleksandrów Łódzki.